# 胡杨河市核心区
胡杨河市核心区，是中华人民共和国新疆维吾尔自治区胡杨河市下属的一个核心区。

## 行政区划
胡杨河市核心区下辖以下地区：
胡杨河市核心区虚拟社区。